# Obrendo Huiswoud
Obrendo Huiswoud (6 de diciembre de 1990) es un futbolista surinamés que juega en la posición de portero. Su actual equipo es el Inter Moengotapoe, de la Primera división de Surinam.

## Carrera profesional
Huiswoud debutó en la temporada 2009-10 en el SV Voorwaarts donde se mantuvo hasta el 2013. En la temporada 2013-14 pasó al Inter Moengotapoe, flamante campeón nacional.

## Selección nacional
Huiswoud es internacional con la selección de Surinam donde ha jugado en 21 ocasiones.
 Participó en 5 encuentros de eliminatorias al Mundial de 2014.